# Whisker

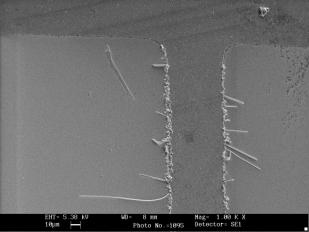
Accrescimento di whisker in un conduttore per elettromigrazione.

Con il termine whisker si intende un fenomeno metallurgico microscopico che riguarda la crescita spontanea di sottili e filiformi estroflessioni, praticamente esenti da difetti (come cricche e dislocazioni), sulla superficie di un materiale.
Tale fenomeno è stato scoperto per la prima volta dalle compagnie telefoniche nei tardi anni quaranta del XX secolo.

## Caratteristiche
Tale effetto è visibile soprattutto in materiali costituiti da un singolo metallo, ma si può verificare anche nelle leghe.
Il meccanismo che induce la crescita dei whisker non è del tutto compreso, ma sembra possa essere spiegato da stress meccanici di natura compressiva come:
- stress residui causati da galvanostegia;
- stress indotti meccanicamente;
- stress indotti dalla diffusione di altri metalli;
- stress di natura termica.

## Danni
I whisker possono causare cortocircuiti ed archi elettrici negli equipaggiamenti elettrici.